# Демократическая платформа в КПСС
Демократическая платформа в КПСС (сокр. — Демплатформа, ДП) — одна из платформ (фракций) в составе КПСС, создана в декабре 1989 года на основе партийных клубов, неформальных организаций, объединявших членов КПСС, выступавших в поддержку перестройки и М. С. Горбачёва. В Координационный совет новой организации вошло около 50 человек, среди них такие известные деятели как лидеры Межрегиональной депутатской группы (МДГ) Ю. Афанасьев и Б. Ельцин, Т. Гдлян, Н. Иванов, Н. Травкин, И. Чубайс и В. Шостаковский (ректор Московской ВПШ), А. Минжуренко. Весной 1990 года, по собственным оценкам, Демплатформа насчитывала около 60 тысяч человек, главным образом из числа интеллигенции, научных сотрудников и ИТР.
Первоначально Демплатформа выступала за радикальную демократизацию КПСС, рассчитывая со временем преобразовать её в современную социал-демократическую партию западного типа. Но в условиях углублений противоречий между сторонниками радикальных реформ и консервативным руководством СССР, всё большее число сторонников радикального реформирования КПСС приходили к выводу о неизбежности разрыва с консервативной частью партии. 18—19 марта 1990 года в Голубом зале Московской ВПШ прошло заседание Координационного совета Демократической платформы, на котором было объявлено о готовности создать новую политическую партию на базе Демплатформы и МДГ. В связи с этим на май было запланировано проведение всесоюзной конференции о целесообразности дальнейшего пребывания ДП в КПСС. При этом было решено, что члены Демократической платформы могут участвовать в выдвижении делегатов на XXVIII съезд КПСС.
В итоге, демократы покинули КПСС, посчитав невозможным дальнейшее нахождение в одной партии с консервативными силами. После XXVIII съезда КПСС и создания Коммунистической партии РСФСР, в руководстве которой доминировали консерваторы во главе с И. Полозковым, выход Демплатформы и образование на её базе самостоятельной партии стал неизбежным. 17—18 ноября 1990 года члены Демплатформы провели в Москве Учредительный съезд Республиканской партии Российской Федерации (РПРФ).

## Идеология
Идеология Демократической платформы была демократизация КПСС и СССР: отмена 6-й статьи Конституции СССР, передача всей полноты власти в руки Советов и переход партии к концепции демократического социализма. Основной целью ДП было «проведение радикальной реформы партии и превращение ее в подлинно демократическую, самоуправляющуюся организацию, базирующуюся исключительно на своём собственном авторитете и действующую в условиях многопартийной, парламентской демократии». Сторонники ДП считали необходимым реформировать партийную структуру, выступали за отказ от «догматического толкования марксизма», признание со стороны КПСС ответственности за тоталитарный режим и «осуждение модели государственного социализма».
В проекте программы КПСС, разработанному Демократической платформой к XXVIII съезду отмечалось: «В современных условиях в свете нового политического мышления очевидны несостоятельность, аморальность многих средств и методов, с помощью которых достигались провозглашаемые цели, несоизмеримость цены с имеющимися результатами „реального социализма“. Нуждаются в коренном пересмотре догматические представления об исторической миссии рабочего класса; о диктатуре пролетариата; о неизбежности и необходимости социалистических революций; о безрыночном социализме; о возможности народовластия без политического плюрализма; о закономерном возрастании руководящей роли правящих коммунистических партий; о верховенстве общественных интересов над личными, интернациональных над национальными»
Платформа включала в себя следующие пункты:
1. введение выборов секретарей парторганизаций, делегатов на партийные форумы — прямых, альтернативных, по платформам, при тайном голосовании, со свободным выдвижением и самовыдвижением кандидатов;
2. стремление к плюрализму в партии, гарантирование права меньшинства; создание горизонтальных структур в партии, то есть объединение коммунистов не только по территориально-производственному, но и по целевому, функциональному и иным принципам;
3. подчинение органов партийного контроля и партийных средств массовой информации только съезду или конференции, но не исполнительным органам партии;
4. замена номенклатурной системы выборами, конкурсами и другими демократическими механизмами, с полной ликвидацией специальных привилегий для выборного актива и аппарата;
5. переход к федералистскому принципу построения партии и создание компартии России.

## История
Перестройка в СССР привела в 1986–1987 годах к появлению в Москве, а затем и в других городах, «неформальных» политических клубов, в том числе, партийных — независимых от руководства КПСС организаций, объединявших членов Компартии, выступавших в поддержку политики советского лидера М. С. Горбачёва. Среди них были клубы «Демократическая перестройка», «Перестройка-88», «Народное действие», «Социалистическая инициатива» и другие. В 1988 году эти клубы создали Межклубную партийную группу, которая ставила своей целью содействие подлинной перестройке и демократизации в КПСС. В 1989 году наиболее радикальная часть группы во главе с доцентом ГИТИСа И. Чубайсом («Перестройка-88») и доцентом МАИ В. Лысенко (в 1985 году создал студенческий политический клуб «Орбита») покинули её, образовав Московский городской партийный клуб («Коммунисты за перестройку»). Главными целями новой организации стали созыв внеочередного съезда КПСС, реформа партии, пропаганда многопартийности, демократии и «демократического социализма». Помимо Чубайса и Лысенко активное участие в работе МПК принимали Василий Шахновский, Павел Макогонов, Андрей Репников, Александр Зябрев, Александр Механик и другие. Аналогичные клубы создавались по всему СССР: в Харькове, Минске, Томске, Свердловске и других городах.
2 августа 1989 года на очередном заседании Московского партийного клуба было предложено создать Демократическую платформу в КПСС (ДП) с целью демократизации партии изнутри и принято соответствуюшее обращение к товарищам по партии. Сторонниками этой идеи были преподаватель общественных наук В. Н. Лысенко («Орбита»), ректор МГИАИ, народный депутат СССР Ю. Н. Афанасьев и ректор Московской высшей партийной школы при ЦК КПСС В. Н. Шостаковский. В ходе дискуссий о перестройке КПСС МПК разделился на два течения: социал-демократическое (около 60 членов клуба) и коммунистическая (около 20 человек) во главе с Алекссем Пригариным. 27 декабря 1989 года коммунистическая секция была исключена из МПК.
В конце октября 1989 года в Москве состоялась встреча представителей партийных клубов со всей страны, на котором было создано движение «Коммунисты-реформаторы за „Демократическую платформу“ в КПСС». 20—21 января 1990 года в Москве состоялась Всесоюзная конференция партклубов и парторганизаций, в которой приняли участие 455 делегатов от 175 партийных клубов и несколько десятков официальных партийных организаций из 102 городов и 13 союзных республик. На ней было объявлено об учреждении Демократической платформы в КПСС. Часть коммунистов-реформаторов, в том числе, левое крыло Московского партклуба во главе с экономистом Алексеем Пригариным, отказались войти в новую организацию, позже проведя конференцию сторонников «Марксистской платформы в КПСС». Делегаты конференции приняли положением «О Демократической платформе в КПСС» и избрали координационный совет новой организации в количестве 56 человек, в который вошли известные общественные и политические деятели: Б. Н. Ельцин, Ю. Н. Афанасьев, Г. Х. Попов, Г. Э. Бурбулис, Т. Х. Гдлян, Н. И. Травкин, Л. В. Карпинский и др. Было принято обращение ко всем членам по партии с призывом участвовать в создании Демократической платформы в КПСС.
На момент создания, по данным организаторов, Демократическая платформа насчитывала 55 тыс. членов. В марте—мае 1990 года руководство Демократической платформы начало регистрацию своих членов, т.е. фактически пошло на оформление фракции в КПСС, и к весне численность ДП выросла до 60 тыс. человек. Начато издание газеты «Обновление». Членами Демократической платформы преимущественно являлись интеллигенцией. По состоянию на апрель 1990 года 24 % членов КПСС поддерживали Демократическую платформу.
19 марта 1990 года координационный совет Демократической платформы принял резолюцию о неизбежности раскола КПСС из-за деятельности консервативных сил внутри партии, придя к выводу о необходимости создания новой политической партии на базе Демплатформы и Межрегиональной депутатской группы. Всё же, результатом дискуссий стал компромисс: новая партия не учреждалась, но констатировалась необходимость её создания. При этом члены Демократической платформы не отстранялись от участия в выдвижении делегатов на XXVIII съезд.